# Kivisaari (ö i Finland, Kajanaland, Kehys-Kainuu, lat 65,09, long 29,09)
Kivisaari är en ö i Finland. Den ligger i sjön Kiantajärvi och i kommunen Suomussalmi i den ekonomiska regionen  Kehys-Kainuu  och landskapet Kajanaland, i den centrala delen av landet, 600 km norr om huvudstaden Helsingfors. Öns area är 5,8 hektar och dess största längd är 470 meter i öst-västlig riktning.